# Rafaela Silva
(Thomas Bach)
Rafaela Lopes Silva (Rio de Janeiro, 24 aprile 1992) è una judoka brasiliana, vincitrice di una medaglia d'oro ai Giochi olimpici di Rio de Janeiro 2016.

## Biografia
Si è messa in mostra a livello continentale ai Giochi panamericani di Guadalajara 2011 dove ha vinto la medaglia d'argento nei 57 chilogrammi. Lo stesso anno ha ottenuto l'argento ai mondiali di Parigi 2011, perdendo in finale con la giapponese Aiko Sato.
Ha rappresentato il Brasile ai Giochi olimpici di Londra 2012, dove ha battuto la tedesca Miryam Roper ed ha perso contro l'ungherese Hedvig Karakas al secondo turno, che la ha estromessa dal torneo del 57 chilogrammi.
Si è laureata campionessa iridata ai mondiali di Rio de Janeiro 2013 superando la statunitense Marti Malloy nella finale dei 57 chilogrammi. Ha vinto anche l'argento nella gara a squadre con Érika Miranda, Katherine Campos, Maria Portela, Mayra Aguiar, Maria Suelen Altheman e Mariana Silva.
Ai Giochi panamericani di Toronto 2015 ha vinto il bronzo nei 57 chilogrammi.
Ha rappresentato il Brasile ai Giochi olimpici di Rio de Janeiro 2016, dove ha vinto l'oro, battendo nell'ordine la tedesca Miryam Roper al primo turno, la sudcoreana Kim Jan-di al secondo turno, l'ungherese Hedvig Karakas ai quarti, la rumena Corina Căprioriu in semifinale e la mongola Dorjsürengiin Sumiyaa in finale.
Il giorno successivo al successo olimpico, ha rivelato attraverso i social network di avere una compagna da tre anni, facendo coming out riguardo alla propria omosessualità.
Ai campionati mondiali di Budapest 2017 ha vinto l'argento nella gara a squadre.
Ai Giochi panamericani di Lima 2019 ha vinto il torneo dei 57 chilogrammi, ma il 9 agosto 2019 è stata risultata positiva al fenoterolo, prodotto utilizzato principalmente per la cura dell'asma e vietato dal regolamento antidoping. Le è quindi stato revocata la medaglia d'oro ed è stata sospesa per due anni, cosa che le ha impedito di partecipare a Tokyo 2020. Ha negato di aver assunto farmaci dopanti dichiarando di essere stata contaminata accidentalmente.

## Palmarès
- Giochi olimpici

Rio de Janeiro 2016: oro nei 57 kg
Parigi 2024: bronzo nella gara a squadre.
- Mondiali

Parigi 2011: argento nei 57 kg.
Rio de Janeiro 2013: oro nei 57 kg e argento nella gara a squadre.
Budapest 2017: argento nella gara a squadre.
Tokyo 2019: bronzo nei 57 kg e nella gara a squadre.
- Giochi panamericani

Guadalajara 2011: argento nei 57 kg.
Toronto 2015: bronzo nei 57 kg.
Lima 2019: oro nei 57 kg. (titolo revocato)
- Campionati panamericani

Guadalajara 2011: bronzo nei 57 kg.
Montréal 2012: oro nei 57 kg.
San José 2013: oro nei 57 kg.
Guayaquil 2014: argento nei 57 kg.
Edmonton 2015: argento nei 57 kg.
L'Avana 2016: bronzo nei 57 kg.
Lima 2019: argento nei 57 kg.